# Данденонг (Викторија)
Данденонг (енгл. Dandenong) је насељено место у Мелбурну, Викторија, Аустралија на ободу града. Удаљен је 31 km југоисточно од центра Мелбурна и у саставу је општине Град Велики Данденонг.
Некада је Данденонг био независни град, али је припојен Мелбурну крајем 1960-их.
Данденонг има 16.623 становника (2001), од којих су 526 Срби (или 0,3%) и 917 (или 5,5%) коју говоре српским језиком. Данденонг такође има и српске продавнице, ћевабџинице, посластичарнице и ноћне клубове.

## Саобраћај
Због лоших веза са јавним саобраћајем, становници Данденонга у великој мери зависе од аутомобила у односу на друга предграђа која се налазе ближе центру Мелбурна. До Данденонга иде ауто-пут Монаш, а затим Истлинк који пролази поред центра града.
Железничка станица Данденонг се налази у близи центра Данденонга. Станица се користи као чворна станица за метро возове на линијама Кренбурн и Пакенхејм. В/Лајн међумесни возови на Гипсленд линији такође саобраћају кроз станицу Данденонг.
Железничка станица такође служи као централна аутобуска станица. Данденонг опслужује Саобраћајно предузеће Грендас.
Данденонг се налази у другој саобраћајној зони.